# I'm Easy
I'm Easy è il primo album di Keith Carradine, pubblicato nel 1976.

## Descrizione
L'album d'esordio di Carradine, già celebre come attore, fu un grande successo, dovuto soprattutto al singolo omonimo, già presente nel film Nashville.

## Tracce
- Tutti i brani sono composti da Keith Carradine

Lato A
1. Honey Won't You Let Me Be Your Friend – 2:43
2. High Sierra – 4:03
3. Been Gone So Long – 3:14
4. I'm Easy – 3:11
5. The  Soul is Strong – 2:51

Lato B
1. I Will Never Forget your Face – 3:23
2. It's Been So Long – 3:08
3. Raining in the City – 2:55
4. I'll Be There – 3:18
5. Spell Bound – 4:23

## Formazione
Artista
- Keith Carradine - voce